# Großer Preis von Kanada 2016
Der Große Preis von Kanada 2016 (offiziell Formula 1 Grand Prix du Canada 2016) fand am 12. Juni auf dem Circuit Gilles-Villeneuve in Montreal statt und war das siebte Rennen der Formel-1-Weltmeisterschaft 2016.

## Bericht

### Hintergründe
Nach dem Großen Preis von Monaco führte Nico Rosberg in der Fahrerwertung mit 24 Punkten vor Lewis Hamilton und mit 40 Punkten vor Daniel Ricciardo. In der Konstrukteurswertung führte Mercedes mit 67 Punkten vor Ferrari und mit 76 Punkten vor Red Bull.
Beim Großen Preis von Kanada stellte Pirelli den Fahrern die Reifenmischungen P Zero Soft (gelb), P Zero Supersoft (rot) und P Zero Ultrasoft (violett) sowie für Nässe Cinturato Intermediates (grün) und Cinturato Full-Wets (blau) zur Verfügung.
Vor Kurve 1 und zwischen Kurve 9 und der Pits Hairpin wurden die Mauern am Streckenrand erneuert und neue Fangzäune installiert. In der Anbremszone von Kurve 1 wurde die Strecke zudem neu asphaltiert und in Kurve 9 wurde der Streifen hinter den Curbs erneuert.
Es gab zwei DRS-Zonen, die im Vergleich zum Vorjahr unverändert blieben. Die erste Zone begann nach der Pits Hairpin, genau 55 Meter vor der darauffolgenden Vollgas-Kurve. Die zweite Zone befand sich auf der Start-Ziel-Geraden und begann 70 Meter nach der letzten Kurve. Für beide DRS-Zonen gab es, genau wie beim Saisonauftakt in Australien, nur einen Messpunkt, so dass bei einem erfolgreichen Überholmanöver in der ersten Zone der dann vorausfahrende Fahrer in der zweiten Zone das DRS erneut verwenden durfte.
Vor dem Grand Prix wurde bekannt, dass Ferrari beim Rennen eine weiterentwickelte Version des Ferrari 059/5 verwendete, Ferrari überarbeitete den Turbolader. Auch Honda lieferte einen verbesserten Turbolader für den RA616H an McLaren. Beide Hersteller investierten zwei der noch zur Verfügung stehenden Token für die Änderungen.
Daniil Kwjat (sieben), Marcus Ericsson, Max Verstappen (jeweils sechs), Valtteri Bottas, Nico Hülkenberg, Pascal Wehrlein (jeweils vier), Kimi Räikkönen (drei), Fernando Alonso, Esteban Gutiérrez, Romain Grosjean, Hamilton, Rio Haryanto und Felipe Nasr (jeweils zwei) gingen mit Strafpunkten ins Rennwochenende.
Mit Hamilton (viermal), Räikkönen, Alonso, Jenson Button, Sebastian Vettel und Ricciardo (jeweils einmal) traten sechs ehemalige Sieger zu diesem Grand Prix an.
Als Rennkommissare fungierten Gerd Ennser (DEU), Roger Peart (CAN), Steve Stringwell (GBR) und Derek Warwick (GBR).

### Training
Im ersten freien Training fuhr Hamilton in 1:14,755 Minuten die Bestzeit vor Rosberg und Vettel. Das Training musste nach einem Unfall von Felipe Massa infolge eines Defektes am DRS unterbrochen werden.
Auch im zweiten freien Training war Hamilton mit einer Rundenzeit von 1:14,212 Minuten Schnellster vor Vettel und Rosberg.
Im dritten freien Training fuhr Vettel die Bestzeit in 1:13,919 Minuten vor Verstappen und Rosberg. Wenige Minuten vor Ende des Trainings begann es zu regnen, woraufhin Kevin Magnussen in die Streckenbegrenzung einschlug. Das Training wurde unterbrochen und nicht neu gestartet.

### Qualifying
Das Qualifying bestand aus drei Teilen mit einer Nettolaufzeit von 45 Minuten. Im ersten Qualifying-Segment (Q1) hatten die Fahrer 18 Minuten Zeit, um sich für das Rennen zu qualifizieren. Alle Fahrer, die im ersten Abschnitt eine Zeit erzielten, die maximal 107 Prozent der schnellsten Rundenzeit betrug, qualifizierten sich für den Grand Prix. Die besten 16 Fahrer erreichten den nächsten Teil. Rosberg war Schnellster. Magnussen konnte wegen der Beschädigungen, die sein Fahrzeug im dritten freien Training erlitten hatte, keine Runde fahren und qualifizierte sich somit nicht für den Grand Prix. Ihm wurde jedoch erlaubt, vom letzten Startplatz aus zu starten, da er im freien Training ausreichend schnell gewesen war. Haryanto drehte sich und schlug in die Streckenbegrenzung ein, konnte aber anschließend in langsamer Fahrt zur Box zurückfahren. Neben Magnussen schieden beide Manor- und Sauber-Fahrer sowie Palmer aus.
Der zweite Abschnitt (Q2) dauerte 15 Minuten. Die schnellsten zehn Piloten qualifizierten sich für den dritten Teil des Qualifyings. Der zweite Abschnitt musste nach einem Unfall von Carlos Sainz jr. unterbrochen werden. Hamilton war Schnellster. Sainz jr., die Haas-Piloten, Kwjat, Button und Pérez schieden aus.
Der finale Abschnitt (Q3) ging über eine Zeit von zwölf Minuten, in denen die ersten zehn Startpositionen vergeben wurden. Hamilton fuhr mit einer Rundenzeit von 1:12,812 Minuten die Bestzeit vor Rosberg und Vettel. Es war die 53. Pole-Position für Hamilton, davon die vierte in der Saison.
Ericsson und Kwjat erhielten für das Verursachen von Kollisionen beim Monaco-Grand-Prix jeweils eine Rückversetzung um drei Startplätze. Sainz jr. und Magnussen wurden wegen vorzeitiger Getriebewechsel um fünf Startplätze nach hinten versetzt.

### Rennen
Vettel startete besser als die beiden Mercedes-Piloten und ging noch vor der ersten Kurve in Führung. Rosberg fuhr neben Hamilton in das Senna-S, dabei untersteuerte Hamiltons Wagen und es kam zu einer leichten Berührung der Vorderreifen. Dahinter verbremste sich Ricciardo, so dass Verstappen vorbeiging. Rosberg ließ nach der Berührung mit Hamilton die dritte Kurve aus und fiel so auf den achten Platz zurück. Durch die dreckigen Reifen musste er im Laufe der ersten Runde auch noch Alonso und Hülkenberg passieren lassen. Magnussen kollidierte im hinteren Teil des Feldes mit Nasr, der sich drehte und auf den letzten Platz zurückfiel. Am Ende der ersten Runde hatte Vettel bereits mehr als zwei Sekunden Vorsprung auf Hamilton, ließ dann aber die letzte Schikane aus, so dass Hamilton wieder aufschloss. Dahinter fuhren Verstappen, Ricciardo, Räikkönen, Bottas, Massa, Alonso, Hülkenberg und Rosberg.
In der dritten Runde überholte Hülkenberg Alonso, kurz darauf musste er auch Rosberg passieren lassen. Vettel und Hamilton setzten sich an der Spitze ab und hatten bereits nach neun Runden mehr als acht Sekunden Vorsprung auf Verstappen und Ricciardo, die unmittelbar hintereinander fuhren. Verstappen erhielt einen Funkspruch mit der Aufforderung, seinen Teamkollegen nicht aufzuhalten, ignorierte diesen aber.
Button stellte sein Fahrzeug mit einem Motorschaden ab, die Rennleitung rief daher eine virtuelle Safety-Car-Phase im dritten Streckenabschnitt aus. Vettel, Räikkönen nutzten diese, um auf Supersoft zu wechseln. Vettel verlor beim Boxenstopp nur rund 13 Sekunden und fiel auf Rang vier zurück, Räikkönen auf Rang 15. Auch Wehrlein kam zur Box und wechselte auf Soft, Rosberg überholte währenddessen Hülkenberg. In der zwölften Runde wurde die virtuelle Safety-Car-Phase aufgehoben.
Vettel fuhr nach seinem Boxenstopp die gleichen Rundenzeiten wie Hamilton und schloss auf die Red-Bull-Piloten auf, in Runde 17 überholte er Ricciardo und in Runde 18 Verstappen. In den folgenden Runden holte er mehrere Sekunden auf Hamilton auf. Rosberg lag derweil hinter Massa, der jedoch auf der Geraden zu schnell war, dass Rosberg ihn angreifen konnte. Räikkönen überholte im hinteren Teil des Feldes Kwjat und anschließend Pérez. Alonso fiel durch ein Problem beim Boxenstopp, wo er auf Soft wechselte, auf Platz 15 zurück. Palmer gab das Rennen mit einem Wasserleck an der Box auf.
In der 20. Runde wechselte Verstappen die Reifen, er kam auf dem achten Platz unmittelbar vor Räikkönen auf die Strecke zurück. Eine Runde später stoppte Ricciardo, der hinter Räikkönen zurückfiel, auch Rosberg und Hülkenberg stoppten in dieser Runde. Eine weitere Runde später wechselte Massa die Reifen, anschließend Bottas und in Runde 24 Hamilton. Alle diese Piloten wechselten auf Soft. Vettel fuhr unterdessen in Runde 23 die bis dahin schnellste Rennrunde.
Rosberg überholte ebenfalls in Runde 24 Pérez, der auf Soft gestartet und bis dahin noch nicht an der Box gewesen war. Vettel führte währenddessen mit 13 Sekunden Vorsprung vor Hamilton, Verstappen war Dritter mit rund 25 Sekunden Rückstand. Dahinter folgten mit recht kurzen Abständen Räikkönen, Ricciardo, Bottas, Rosberg, Pérez, Massa und Hülkenberg. Pérez wechselte in Runde 30 auf Supersoft und fiel somit auf den zwölften Platz zurück.
Räikkönen hielt die hinter ihm fahrenden Ricciardo und Bottas auf, so dass Rosberg aufschloss, dabei fuhr er die bis dahin schnellste Rennrunde. Hamilton verkürzte gleichzeitig den Rückstand auf Vettel und lag in Runde 33 bereits weniger als zehn Sekunden hinter diesem. In Runde 33 wechselte Räikkönen auf Soft und fiel auf Platz acht zurück. In der 36. Runde fuhr Hamilton die schnellste Runde, Massa beendete mit überhitztem Motor das Rennen an der Box. Eine Runde später wechselte Vettel auf Soft und lag anschließend mit knapp acht Sekunden Rückstand auf Hamilton auf dem zweiten Platz. Ricciardo ließ die letzte Schikane aus und fiel somit hinter Bottas zurück, in der 38. Runde fuhr Ricciardo in die Box und wechselte erneut auf Soft. Beim Boxenstopp gab es ein Problem mit dem rechten Vorderreifen, Ricciardo verlor so rund fünf Sekunden und kam auf dem siebten Platz liegend zurück auf die Strecke.
Vettel fuhr in der Folge mehrfach die bis dahin schnellste Runde des Rennens, verkürzte den Rückstand auf Hamilton jedoch nur leicht. Verstappen und Pérez kamen in der 46. Runde zu ihren letzten Boxenstopps, Verstappen wechselte auf Ultrasoft, Pérez auf Soft. Verstappen fuhr in der 49. Runde die bis dahin schnellste Runde des Rennens.
In der 51. Runde kam Rosberg überraschend noch einmal zum Reifenwechsel in die Box, da sein Team anhand der Telemetriedaten einen schleichenden Luftdruckverlust im rechten Hinterreifen feststellte. Er wechselte erneut auf Soft und fiel auf Platz sieben zurück. Auch der hinter Rosberg liegende Hülkenberg wechselte in der gleichen Runde erneut auf Soft. Ricciardo hatte unterdessen auf Räikkönen aufgeschlossen und setzte diesen unter Druck. Rosberg fuhr die schnellste Rennrunde und schloss auf Ricciardo und Räikkönen auf, die er kurz darauf auch beide überholte. An der Spitze blieb der Abstand von Hamilton auf Vettel konstant, Vettel ließ jedoch noch zwei weitere Male die letzte Schikane aus und verlor so jeweils rund eine Sekunde.
In der 60. Runde fuhr Rosberg erneut die schnellste Rennrunde und lag anschließend in Schlagdistanz zu Verstappen. Da er Benzin sparen musste, konnte er diesen nicht in jeder Runde unter Druck setzen. In der vorletzten Runde überholte Rosberg Verstappen auf der Außenseite beim Anbremsen der letzten Schikane, drehte sich dabei jedoch. Er setzte das Rennen fort, verlor jedoch mehrere Sekunden, Verstappen ging dabei wieder an ihm vorbei.
Hamilton gewann das Rennen vor Vettel und Bottas. Es war der zweite Sieg von Hamilton in Folge, Vettel erzielte seinen vierten Podestplatz in dieser Saison. Für Bottas war es der erste Podestplatz seit dem Großen Preis von Mexiko 2015. Die restlichen Punkteplatzierungen erzielten Verstappen, Rosberg, Räikkönen, Ricciardo, Hülkenberg, Sainz jr. und Pérez. Durch den Ausfall von Massa gab es nun keinen Fahrer mehr, der in allen Rennen der Saison Punkte erzielte.
Rosberg blieb in der Fahrerwertung vor Hamilton, der den Rückstand auf neun Punkte verkürzte. Vettel lag nun auf dem dritten Platz. In der Konstrukteurswertung blieben die ersten drei Platzierungen unverändert.

## Meldeliste
| Team                          | Nr. | Fahrer            | Chassis                | Motor                       | Reifen |
| ----------------------------- | --- | ----------------- | ---------------------- | --------------------------- | ------ |
| Mercedes AMG Petronas F1 Team | 44  | Lewis Hamilton    | Mercedes F1 W07 Hybrid | Mercedes-Benz PU106C Hybrid | P      |
| Mercedes AMG Petronas F1 Team | 06  | Nico Rosberg      | Mercedes F1 W07 Hybrid | Mercedes-Benz PU106C Hybrid | P      |
| Scuderia Ferrari              | 05  | Sebastian Vettel  | Ferrari SF16-H         | Ferrari 059/5               | P      |
| Scuderia Ferrari              | 07  | Kimi Räikkönen    | Ferrari SF16-H         | Ferrari 059/5               | P      |
| Williams Martini Racing       | 19  | Felipe Massa      | Williams FW38          | Mercedes-Benz PU106C Hybrid | P      |
| Williams Martini Racing       | 77  | Valtteri Bottas   | Williams FW38          | Mercedes-Benz PU106C Hybrid | P      |
| Red Bull Racing               | 03  | Daniel Ricciardo  | Red Bull RB12          | TAG Heuer                   | P      |
| Red Bull Racing               | 33  | Max Verstappen    | Red Bull RB12          | TAG Heuer                   | P      |
| Sahara Force India F1 Team    | 27  | Nico Hülkenberg   | Force India VJM09      | Mercedes-Benz PU106C Hybrid | P      |
| Sahara Force India F1 Team    | 11  | Sergio Pérez      | Force India VJM09      | Mercedes-Benz PU106C Hybrid | P      |
| Renault Sport F1 Team         | 20  | Kevin Magnussen   | Renault R.S.16         | Renault Energy F1 2016      | P      |
| Renault Sport F1 Team         | 30  | Jolyon Palmer     | Renault R.S.16         | Renault Energy F1 2016      | P      |
| Scuderia Toro Rosso           | 26  | Daniil Kwjat      | Toro Rosso STR11       | Ferrari 059/4               | P      |
| Scuderia Toro Rosso           | 55  | Carlos Sainz jr.  | Toro Rosso STR11       | Ferrari 059/4               | P      |
| Sauber F1 Team                | 09  | Marcus Ericsson   | Sauber C35             | Ferrari 059/5               | P      |
| Sauber F1 Team                | 12  | Felipe Nasr       | Sauber C35             | Ferrari 059/5               | P      |
| McLaren Honda                 | 14  | Fernando Alonso   | McLaren MP4-31         | Honda RA616H                | P      |
| McLaren Honda                 | 22  | Jenson Button     | McLaren MP4-31         | Honda RA616H                | P      |
| Manor Racing MRT              | 94  | Pascal Wehrlein   | Manor MRT05            | Mercedes-Benz PU106C Hybrid | P      |
| Manor Racing MRT              | 88  | Rio Haryanto      | Manor MRT05            | Mercedes-Benz PU106C Hybrid | P      |
| Haas F1 Team                  | 08  | Romain Grosjean   | Haas VF-16             | Ferrari 059/5               | P      |
| Haas F1 Team                  | 21  | Esteban Gutiérrez | Haas VF-16             | Ferrari 059/5               | P      |

## Klassifikationen

### Qualifying
| Pos.                                                                      | Fahrer            | Konstrukteur         | Q1         | Q2       | Q3       | Start |
| ------------------------------------------------------------------------- | ----------------- | -------------------- | ---------- | -------- | -------- | ----- |
| 01                                                                        | Lewis Hamilton    | Mercedes             | 1:14,121   | 1:13,076 | 1:12,812 | 01    |
| 02                                                                        | Nico Rosberg      | Mercedes             | 1:13,714   | 1:13,094 | 1:12,874 | 02    |
| 03                                                                        | Sebastian Vettel  | Ferrari              | 1:13,925   | 1:13,857 | 1:12,990 | 03    |
| 04                                                                        | Daniel Ricciardo  | Red Bull-TAG Heuer   | 1:14,030   | 1:13,540 | 1:13,166 | 04    |
| 05                                                                        | Max Verstappen    | Red Bull-TAG Heuer   | 1:14,601   | 1:13,793 | 1:13,414 | 05    |
| 06                                                                        | Kimi Räikkönen    | Ferrari              | 1:14,477   | 1:13,849 | 1:13,579 | 06    |
| 07                                                                        | Valtteri Bottas   | Williams-Mercedes    | 1:14,389   | 1:13,791 | 1:13,670 | 07    |
| 08                                                                        | Felipe Massa      | Williams-Mercedes    | 1:14,815   | 1:13,864 | 1:13,769 | 08    |
| 09                                                                        | Nico Hülkenberg   | Force India-Mercedes | 1:14,663   | 1:14,166 | 1:13,952 | 09    |
| 10                                                                        | Fernando Alonso   | McLaren-Honda        | 1:15,026   | 1:14,260 | 1:14,338 | 10    |
| 11                                                                        | Sergio Pérez      | Force India-Mercedes | 1:14,814   | 1:14,317 | –        | 11    |
| 12                                                                        | Jenson Button     | McLaren-Honda        | 1:14,755   | 1:14,437 | –        | 12    |
| 13                                                                        | Daniil Kwjat      | Toro Rosso-Ferrari   | 1:14,829   | 1:14,457 | –        | 15    |
| 14                                                                        | Esteban Gutiérrez | Haas-Ferrari         | 1:15,148   | 1:14,571 | –        | 13    |
| 15                                                                        | Romain Grosjean   | Haas-Ferrari         | 1:15,444   | 1:14,803 | –        | 14    |
| 16                                                                        | Carlos Sainz jr.  | Toro Rosso-Ferrari   | 1:14,714   | 1:21,956 | –        | 20    |
| 17                                                                        | Jolyon Palmer     | Renault              | 1:15,459   | –        | –        | 16    |
| 18                                                                        | Pascal Wehrlein   | Manor-Mercedes       | 1:15,599   | –        | –        | 17    |
| 19                                                                        | Marcus Ericsson   | Sauber-Ferrari       | 1:15,635   | –        | –        | 21    |
| 20                                                                        | Felipe Nasr       | Sauber-Ferrari       | 1:16,663   | –        | –        | 18    |
| 21                                                                        | Rio Haryanto      | Manor-Mercedes       | 1:17,052   | –        | –        | 19    |
| 107-Prozent-Zeit: 1:18,874 min (bezogen auf Q1-Bestzeit von 1:13,714 min) |                   |                      |            |          |          |       |
| 22                                                                        | Kevin Magnussen   | Renault              | keine Zeit | –        | –        | 22    |

Anmerkungen
1. ↑  Kwjat erhielt eine Startplatzstrafe in Höhe von drei Plätzen für das Verursachen einer Kollision beim Großen Preis von Monaco.
2. ↑  Sainz erhielt eine Startplatzstrafe in Höhe von fünf Plätzen wegen eines vorzeitigen Getriebewechsels.
3. ↑  Ericsson erhielt eine Startplatzstrafe in Höhe von drei Plätzen für das Verursachen einer Kollision beim Großen Preis von Monaco.
4. ↑  Obwohl er nicht qualifiziert war, durfte Magnussen starten, da er im freien Training ausreichend schnell gewesen war.
5. ↑  Magnussen erhielt eine Startplatzstrafe in Höhe von fünf Plätzen wegen eines vorzeitigen Getriebewechsels.

### Rennen
| Pos. | Fahrer            | Konstrukteur         | Runden | Stopps | Zeit        | Start | Schnellste Runde |
| ---- | ----------------- | -------------------- | ------ | ------ | ----------- | ----- | ---------------- |
| 01   | Lewis Hamilton    | Mercedes             | 70     | 1      | 1:31:05,296 | 01    | 1:15,981 (68.)   |
| 02   | Sebastian Vettel  | Ferrari              | 70     | 2      | + 5,011     | 03    | 1:16,297 (70.)   |
| 03   | Valtteri Bottas   | Williams-Mercedes    | 70     | 1      | + 46,422    | 07    | 1:16,938 (68.)   |
| 04   | Max Verstappen    | Red Bull-TAG Heuer   | 70     | 2      | + 53,020    | 05    | 1:16,319 (49.)   |
| 05   | Nico Rosberg      | Mercedes             | 70     | 2      | + 1:02,093  | 02    | 1:15,599 (60.)   |
| 06   | Kimi Räikkönen    | Ferrari              | 70     | 2      | + 1:03,017  | 06    | 1:16,919 (44.)   |
| 07   | Daniel Ricciardo  | Red Bull-TAG Heuer   | 70     | 2      | + 1:03,684  | 04    | 1:16,506 (51.)   |
| 08   | Nico Hülkenberg   | Force India-Mercedes | 69     | 2      | + 1 Runde   | 09    | 1:16,604 (68.)   |
| 09   | Carlos Sainz jr.  | Toro Rosso-Ferrari   | 69     | 2      | + 1 Runde   | 20    | 1:16,578 (54.)   |
| 10   | Sergio Pérez      | Force India-Mercedes | 69     | 2      | + 1 Runde   | 11    | 1:16,559 (54.)   |
| 11   | Fernando Alonso   | McLaren-Honda        | 69     | 1      | + 1 Runde   | 10    | 1:17,307 (67.)   |
| 12   | Daniil Kwjat      | Toro Rosso-Ferrari   | 69     | 2      | + 1 Runde   | 15    | 1:16,942 (50.)   |
| 13   | Esteban Gutiérrez | Haas-Ferrari         | 68     | 2      | + 2 Runden  | 13    | 1:17,728 (48.)   |
| 14   | Romain Grosjean   | Haas-Ferrari         | 68     | 3      | + 2 Runden  | 14    | 1:17,281 (50.)   |
| 15   | Marcus Ericsson   | Sauber-Ferrari       | 68     | 2      | + 2 Runden  | 21    | 1:18,100 (63.)   |
| 16   | Kevin Magnussen   | Renault              | 68     | 1      | + 2 Runden  | 22    | 1:18,224 (42.)   |
| 17   | Pascal Wehrlein   | Manor-Mercedes       | 68     | 2      | + 2 Runden  | 17    | 1:18,282 (48.)   |
| 18   | Felipe Nasr       | Sauber-Ferrari       | 68     | 2      | + 2 Runden  | 18    | 1:17,883 (66.)   |
| 19   | Rio Haryanto      | Manor-Mercedes       | 68     | 2      | + 2 Runden  | 19    | 1:18,658 (57.)   |
| –    | Felipe Massa      | Williams-Mercedes    | 35     | 1      | DNF         | 08    | 1:17,424 (32.)   |
| –    | Jolyon Palmer     | Renault              | 16     | 0      | DNF         | 16    | 1:19,879 (06.)   |
| –    | Jenson Button     | McLaren-Honda        | 9      | 0      | DNF         | 12    | 1:19,456 (05.)   |

## WM-Stände nach dem Rennen
Die ersten zehn des Rennens bekamen 25, 18, 15, 12, 10, 8, 6, 4, 2 bzw. 1 Punkt(e).

### Fahrerwertung
| Pos. | Fahrer           | Konstrukteur                          | Punkte |
| ---- | ---------------- | ------------------------------------- | ------ |
| 01   | Nico Rosberg     | Mercedes                              | 116    |
| 02   | Lewis Hamilton   | Mercedes                              | 107    |
| 03   | Sebastian Vettel | Ferrari                               | 78     |
| 04   | Daniel Ricciardo | Red Bull-TAG Heuer                    | 72     |
| 05   | Kimi Räikkönen   | Ferrari                               | 69     |
| 06   | Max Verstappen   | Red Bull-TAG Heuer Toro Rosso-Ferrari | 50     |
| 07   | Valtteri Bottas  | Williams-Mercedes                     | 44     |
| 08   | Felipe Massa     | Williams-Mercedes                     | 37     |
| 09   | Sergio Pérez     | Force India-Mercedes                  | 24     |
| 10   | Daniil Kwjat     | Red Bull-TAG Heuer Toro Rosso-Ferrari | 22     |
| 11   | Romain Grosjean  | Haas-Ferrari                          | 22     |

| Pos. | Fahrer            | Konstrukteur         | Punkte |
| ---- | ----------------- | -------------------- | ------ |
| 12   | Fernando Alonso   | McLaren-Honda        | 18     |
| 13   | Nico Hülkenberg   | Force India-Mercedes | 18     |
| 14   | Carlos Sainz jr.  | Toro Rosso-Ferrari   | 18     |
| 15   | Kevin Magnussen   | Renault              | 6      |
| 16   | Jenson Button     | McLaren-Honda        | 5      |
| 17   | Stoffel Vandoorne | McLaren-Honda        | 1      |
| 18   | Esteban Gutiérrez | Haas-Ferrari         | 0      |
| 19   | Jolyon Palmer     | Renault              | 0      |
| 20   | Marcus Ericsson   | Sauber-Ferrari       | 0      |
| 21   | Pascal Wehrlein   | Manor-Mercedes       | 0      |
| 22   | Felipe Nasr       | Sauber-Ferrari       | 0      |
| 23   | Rio Haryanto      | Manor-Mercedes       | 0      |

### Konstrukteurswertung
| Pos. | Konstrukteur         | Punkte |
| ---- | -------------------- | ------ |
| 1    | Mercedes             | 223    |
| 2    | Ferrari              | 147    |
| 3    | Red Bull-TAG Heuer   | 130    |
| 4    | Williams-Mercedes    | 81     |
| 5    | Force India-Mercedes | 42     |
| 6    | Toro Rosso-Ferrari   | 32     |

| Pos. | Konstrukteur   | Punkte |
| ---- | -------------- | ------ |
| 07   | McLaren-Honda  | 24     |
| 08   | Haas-Ferrari   | 22     |
| 09   | Renault        | 6      |
| 10   | Sauber-Ferrari | 0      |
| 11   | Manor-Mercedes | 0      |